# 里約布蘭科
里約布蘭科（直译：「白河」，葡萄牙語發音：[ˈʁi.u ˈbɾɐ̃ku]）是巴西阿克雷州的首府，州內最大的都市。

## 交通
- 里約布蘭科國際機場（英语：Rio Branco International Airport）

## 姐妹都市
- 義大利雷焦艾米利亞

## 外部連結
- Prefeitura de Rio Branco （页面存档备份，存于）